# João Bernardo Vieira
João Bernardo "Nino" Vieira (1939. április 27. – 2009. március 2.) bissau-guineai politikus és katonatiszt, különböző jogcímeken Bissau-Guinea államfője három ízben (1980–1984, 1984–1999, 2005–2009). Az első két terminust mindössze két nap választja el egymástól, így Vieira 1980-tól gyakorlatilag 19 évig irányította folyamatosan a kis nyugat-afrikai országot.
1999-ben, a polgárháború befejeződése után egy időre száműzetésbe vonult vissza Portugáliába. A 2005-ös elnökválasztást megnyerve tért vissza hazája politikai életébe. 2009-ben meggyilkolták.
Vieira gyakran hivatkozott magára úgy, mint Isten ajándéka Bissau-Guinea számára.